# آرمن قازاریان
آرمن قازاریان (ارمنی: Արմեն Ղազարյան زاده ۱۹ ژوئن ۱۹۸۲ در اسپیتاک) یک وزنه‌بردار مرد اهل ارمنستان-روسیه است که در مسابقات کشوری و بین‌المللی در مجموع برندهٔ ۱ مدال نقره و ۱ مدال برنز شده‌است.
وی در مه ۲۰۰۸ شهروندی روسیه را کسب نمود و به نمایندگی از روسیه در مسابقات رقابت نمود.

## نتایج مهم
| سال                                       | مکان                           | وزن                     | یک ضرب (ک‌گ)             | یک ضرب (ک‌گ)             | یک ضرب (ک‌گ)             | یک ضرب (ک‌گ)             | یک ضرب (ک‌گ)             | دوضرب (ک‌گ)              | دوضرب (ک‌گ)              | دوضرب (ک‌گ)              | دوضرب (ک‌گ)              | دوضرب (ک‌گ)              | مجموع                   | رتبه                    |
| سال                                       | مکان                           | وزن                     | ۱                       | ۲                       | ۳                       | نتیجه                   | رتبه                    | ۱                       | ۲                       | ۳                       | نتیجه                   | رتبه                    | مجموع                   | رتبه                    |
| به نمایندگی از روسیه                      | به نمایندگی از روسیه           | به نمایندگی از روسیه    | به نمایندگی از روسیه    | به نمایندگی از روسیه    | به نمایندگی از روسیه    | به نمایندگی از روسیه    | به نمایندگی از روسیه    | به نمایندگی از روسیه    | به نمایندگی از روسیه    | به نمایندگی از روسیه    | به نمایندگی از روسیه    | به نمایندگی از روسیه    | به نمایندگی از روسیه    | به نمایندگی از روسیه    |
| قهرمانی وزنه‌برداری جهان                   | قهرمانی وزنه‌برداری جهان        | قهرمانی وزنه‌برداری جهان | قهرمانی وزنه‌برداری جهان | قهرمانی وزنه‌برداری جهان | قهرمانی وزنه‌برداری جهان | قهرمانی وزنه‌برداری جهان | قهرمانی وزنه‌برداری جهان | قهرمانی وزنه‌برداری جهان | قهرمانی وزنه‌برداری جهان | قهرمانی وزنه‌برداری جهان | قهرمانی وزنه‌برداری جهان | قهرمانی وزنه‌برداری جهان | قهرمانی وزنه‌برداری جهان | قهرمانی وزنه‌برداری جهان |
| ----------------------------------------- | ------------------------------ | ----------------------- | ----------------------- | ----------------------- | ----------------------- | ----------------------- | ----------------------- | ----------------------- | ----------------------- | ----------------------- | ----------------------- | ----------------------- | ----------------------- | ----------------------- |
| ۲۰۱۰                                      | آنتالیا، ترکیه                 | ۶۹ ک‌گ                   |                         |                         |                         | '                       | -                       |                         |                         |                         | '                       | -                       | '                       | 2                       |
| به نمایندگی از ارمنستان                   |                                |                         |                         |                         |                         |                         |                         |                         |                         |                         |                         |                         |                         |                         |
| بازی‌های المپیک                            |                                |                         |                         |                         |                         |                         |                         |                         |                         |                         |                         |                         |                         |                         |
| ۲۰۰۴                                      | آتن، یونان                     | ک‌گ                      | ۱۳۰                     | ۱۳۵                     | ۱۳۵                     | ۱۳۵                     | -                       | ۱۶۰                     | ۱۷۰                     | ۱۷۰                     | ۱۶۰                     | -                       | ۲۹۵                     | ۴                       |
| قهرمانی وزنه‌برداری جهان                   |                                |                         |                         |                         |                         |                         |                         |                         |                         |                         |                         |                         |                         |                         |
| ۲۰۰۶                                      | سانتو دومینگو، جمهوری دومینیکن | ک‌گ                      | ۱۴۵                     | ۱۴۵                     | ۱۴۵                     | -                       | -                       | ۱۷۰                     | ۱۷۸                     | ۱۸۳                     | '                       | ۱۷۸                     | ۲                       | -                       |
| ۲۰۰۳                                      | ونکوور، کانادا                 | ک‌گ                      | ۱۲۷٫۵                   | ۱۲۷٫۵                   | ۱۳۵                     | ۱۲۷٫۵                   | ۸                       | ۱۶۵                     | ۱۷۰                     | ۱۷۰                     | ۱۶۵                     | ۴                       | ۲۹۲٫۵                   | ۵                       |
| مسابقات قهرمانی وزنه‌برداری اروپا          |                                |                         |                         |                         |                         |                         |                         |                         |                         |                         |                         |                         |                         |                         |
| ۲۰۰۶                                      | ووادیسواوووو، لهستان           | ک‌گ                      | ۱۴۵                     | ۱۴۷                     | ۱۴۷                     | ۱۴۵                     | ۴                       |                         |                         |                         | '                       | -                       | '                       | 3                       |
| ۲۰۰۴                                      | کی‌یف، اوکراین                  | ک‌گ                      | ۱۳۰                     | ۱۳۰                     | ۱۳۵                     | ۱۳۵                     | ۱۱                      | ۱۶۵                     | ۱۷۰                     | ۱۷۰                     | ۱۶۵                     | ۱۳                      | ۳۰۰                     | ۱۴                      |
| ۲۰۰۱                                      | ترنچین، اسلواکی                | ک‌گ                      | ۱۲۲٫۵                   | ۱۲۲٫۵                   | ۱۲۷٫۵                   | ۱۲۲٫۵                   | ۷                       | ۱۵۵                     | ۱۵۵                     | ۱۶۲٫۵                   | ۱۵۵                     | ۷                       | ۲۷۷٫۵                   | ۶                       |
| ۲۰۰۰                                      | صوفیه، بلغارستان               | ک‌گ                      | ۱۲۰                     | ۱۲۵                     | ۱۳۰                     | ۱۳۰                     | ۷                       | ۱۶۰                     | ۱۶۵                     | ۱۷۲٫۵                   | ۱۶۰                     | ۸                       | ۲۹۰                     | ۸                       |
| مسابقات قهرمانی وزنه‌برداری جوانان جهان    |                                |                         |                         |                         |                         |                         |                         |                         |                         |                         |                         |                         |                         |                         |
| ۲۰۰۱                                      | سالونیک، یونان                 | ک‌گ                      | ۱۲۵                     | ۱۳۰                     | ۱۳۲٫۵                   | ۱۳۰                     | ۲                       | ۱۶۰                     | ۱۶۵                     | انصراف                  | ۱۶۵                     | ۱                       | ۲۹۵                     | 1                       |
| ۲۰۰۰                                      | پراگ، جمهوری چک                | ک‌گ                      | ۱۲۲٫۵                   | ۱۲۷٫۵                   | ۱۳۰                     | ۱                       | ۱۲۷٫۵                   | ۱۵۵                     | ۱۶۰                     | ۱۶۰                     | ۱۵۵                     | ۳                       | ۲۸۲٫۵                   | 2                       |
| ۱۹۹۹                                      | ساوانا، ایالات متحده آمریکا    | ک‌گ                      | ۱۰۷٫۵                   | ۱۱۲٫۵                   | ۱۱۷٫۵                   | ۱۱۷٫۵                   | ۳                       | ۱۴۰                     | ۱۵۰                     | ۱۵۲٫۵                   | ۱۴۰                     | ۳                       | ۲۵۷٫۵                   | 3                       |
| مسابقات قهرمانی وزنه‌برداری جوانان اروپا   |                                |                         |                         |                         |                         |                         |                         |                         |                         |                         |                         |                         |                         |                         |
| ۱۹۹۹                                      | سپاوا، لهستان                  | ک‌گ                      | ۱۱۷٫۵                   | ۱۲۲٫۵                   | <۱۲۲٫۵                  | ۱۱۷٫۵                   | ۶                       | ۱۵۰                     | ۱۵۷٫۵                   | ۱۵۷٫۵                   | ۱۵۰                     | ۱                       | ۲۶۷٫۵                   | ۵                       |
| مسابقات قهرمانی وزنه‌برداری نوجوانان اروپا |                                |                         |                         |                         |                         |                         |                         |                         |                         |                         |                         |                         |                         |                         |
| ۱۹۹۸                                      | لاکرونیا، اسپانیا              | ک‌گ                      | ۸۷٫۵                    | ۹۲٫۵                    | ۱۰۰                     | ۹۲٫۵                    | ۱                       | ۱۱۰                     | ۱۱۵                     | ۱۱۵                     | ۱۱۰                     | ۲                       | ۲۰۲٫۵                   | 1                       |
| ۱۹۹۷                                      | تاتابانیا، مجارستان            | ک‌گ                      | ۶۰                      | ۷۲٫۵                    | ۷۷٫۵                    | ۷۷٫۵                    | ۱                       | ۸۵                      | ۹۵                      | ۹۷٫۵                    | ۹۵                      | ۲                       | ۱۷۲٫۵                   | 2                       |